# Leonardo Torres Quevedo
Leonardo Torres Quevedo (Santa Cruz de Iguña, Molledo, Cantabria, 28 de diciembre de 1852-Madrid, 18 de diciembre de 1936) fue un ingeniero de caminos, matemático e inventor español de finales del siglo XIX y principios del XX. Prolífico y versátil innovador, fue una figura reputada tanto en su país como en el extranjero por sus destacables contribuciones en el ámbito de la mecánica y la matemática aplicada así como en otras áreas de la ingeniería, incluidos los teleféricos, los dirigibles, o el radiocontrol. Su tarea pionera en automática, conceptual y práctica, alcanzó resonancia internacional y sus aparatos han sido citados como precursores de la cibernética, del cálculo analógico y de la automatización.

## Biografía
Nació el 28 de diciembre de 1852, en Santa Cruz de Iguña, en Molledo, Cantabria. Su padre, Luis Torres Vildósola y Urquijo, era ingeniero de caminos en Bilbao, donde ejercía de ingeniero de ferrocarriles. La familia residía normalmente allí, aunque también pasaban largas temporadas en el solar materno en La Montaña cántabra, sobre todo cuando el padre dirigió la construcción del puente del ferrocarril de Santander a Alar del Rey. Su madre fue Valentina de Quevedo y Maza y sus abuelos maternos, José Manuel de Quevedo y Apolinaria de la Maza y Escalera. Los abuelos paternos fueron José Luis Torres Vildósola y Cayetana María de Urquijo, a pesar de lo afirmado por algunos de sus biógrafos, ya que aparece reflejado en la partida de bautismo.
Durante su infancia, pasó largas temporadas separado de sus padres debido a los viajes de trabajo. Por ello, fue cuidado por las señoritas de Barrenechea, parientes de su padre, que lo declararon heredero de sus bienes, lo que le facilitó su independencia futura.
Estudió el bachillerato en el Instituto de Enseñanza Media de Bilbao y más tarde fue a París, al Colegio de los Hermanos de la Doctrina Cristiana, a completar estudios durante dos años (1868 y 1869). Por traslado del padre, se instaló la familia en Madrid en 1870 y al año siguiente inició sus estudios superiores en la Escuela Oficial del Cuerpo de Ingenieros de Caminos. Suspendió temporalmente sus estudios en 1873 para acudir como voluntario a la defensa de Bilbao, que había sido sitiada por las tropas carlistas durante la Tercera Guerra Carlista. Una vez se levantó el sitio de Bilbao, el 2 de mayo de 1874, volvió junto a su hermano a Madrid, donde finalizó sus estudios en 1876, siendo el cuarto de su promoción.
Comenzó a ejercer su carrera en la misma empresa de ferrocarriles en la que trabajaba su padre, pero emprendió enseguida un largo viaje por Europa para conocer de primera mano los avances científicos y técnicos, sobre todo en la incipiente área de la electricidad. De regreso a España, se instaló en Santander, donde él mismo sufragó sus trabajos e inició una actividad de estudio e investigación que no abandonaría. Fruto de las investigaciones en estos años, aparecería su primer trabajo científico en 1893. El 16 de abril de 1885 contrajo matrimonio en Portolín con Luz Polanco y Navarro, con quien tuvo ocho hijos (Leonardo y Julia, que murieron jóvenes, Luz, Valentina, Luisa, Gonzalo, Leonardo y Fernando). Trabajó en sus primeros transbordadores en 1887, y los presentó en 1890 en Suiza, aunque no fueron aceptados.
En 1889, se instaló en Madrid, participando de su vida social, literaria y científica. Presenta su Memoria sobre las máquinas algébricas a la Real Academia de Ciencias Exactas, Físicas y Naturales. En 1895, presenta la memoria Sur les machines algébriques en un congreso en Burdeos, y en 1900, Machines a calculer en la Academia de Ciencias de París.
De las labores que en estos años llevaba a cabo el Ateneo se creará en 1901 el Laboratorio de Mecánica Aplicada, más tarde de Automática, del que fue nombrado director; el laboratorio se dedicó a la fabricación de instrumentación científica. Ese mismo año ingresó en la Real Academia de Ciencias Exactas, Físicas y Naturales de Madrid, con discurso sobre máquinas algebraicas. Años más tarde, acabaría siendo presidente de esta Real Academia, en 1910. Entre los trabajos del laboratorio cabe destacar el magnetógrafo de  Gonzalo Brañas, el espectrógrafo de rayos X de  Cabrera y Costa, y el micrótomo y panmicrótomo de Santiago Ramón y Cajal.
En 1902 presenta una memoria con anteproyecto de globo dirigible a las Academias de Ciencias de Madrid y París, y en 1903, la patente del telekino. En 1910 viaja a Argentina con la infanta Isabel para proponer, en la Cuarta Conferencia Panamericana, la constitución de la Unión Hispanoamericana de Biografía y Tecnología Científicas. Aliadófilo, sus diseños patentados de dirigibles fueron usados por ingleses y franceses contra los zepelines en la I Guerra Mundial. En 1926 apareció el primer fascículo de un Diccionario Tecnológico Hispano-Americano. En 1912, creó su primer autómata ajedrecista y en 1914, los Ensayos sobre automática.
En 1916 se inaugura su transbordador sobre el río Niágara y el rey Alfonso XIII le impone la Medalla Echegaray;  en 1918 rechaza el cargo de ministro de Fomento que le ofrece el marqués de Alhucemas. En 1920 ingresa en la Real Academia Española, en el sillón que había ocupado Benito Pérez Galdós, y pasa a ser miembro de la sección de Mecánica de la Academia de Ciencias de París. Fue también elegido presidente de la Sociedad Matemática Española, cargo que ocupó hasta 1924. Además, en ese año creó su segundo autómata ajedrecista. En 1922, La Sorbona le nombra doctor honoris causa, y en 1927 se le nombra uno de los doce miembros asociados de la Academia de Ciencias de París.
Fue un decidido partidario del idioma internacional esperanto, que apoyó, entre otros lugares, en el Comité de Cooperación Cultural de la Sociedad de Naciones. Murió en su casa de la calle de Válgame Dios, en Madrid, el 18 de diciembre de 1936, unos meses después del inicio de la Guerra Civil, cuando le faltaban 10 días para cumplir 84 años.

## Obra

### Aeronáutica
En 1902, Leonardo Torres Quevedo presentó en las  Academias de Ciencias de España y París el proyecto de un nuevo tipo de dirigible que solucionaba el grave problema de suspensión de la barquilla al incluir un armazón interior de cables flexibles que dotaban de rigidez al dirigible por efecto de la presión interior. Este trabajo mereció un informe muy favorable tanto por parte de José Echegaray como por Paul Émile Appell.
En 1904, es nombrado director del Centro de Ensayos de Aeronáutica,
"destinado al estudio técnico y experimental del problema de la navegación aérea y de la dirección de la maniobra de motores a distancia".

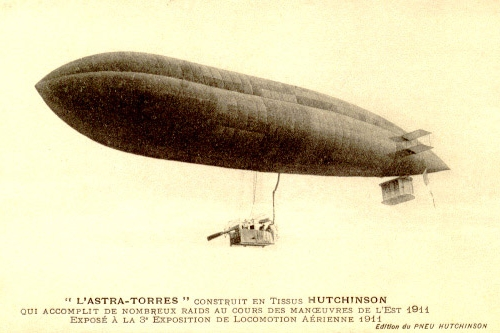
Dirigible Astra-Torres construido en 1911

En 1905, con ayuda del capitán Alfredo Kindelán, Torres Quevedo dirige la construcción del primer dirigible español en el Servicio de Aerostación Militar del Ejército situado en Guadalajara. Una vez finalizada con éxito la construcción, el nuevo dirigible, bautizado por el Ministerio de Fomento en 1908 como Torres Quevedo nº 1, realizó varios vuelos de prueba. Quizá la innovación más importante en este dirigible fue la de hacer el globo trilobulado, de modo que aumentaba la seguridad.

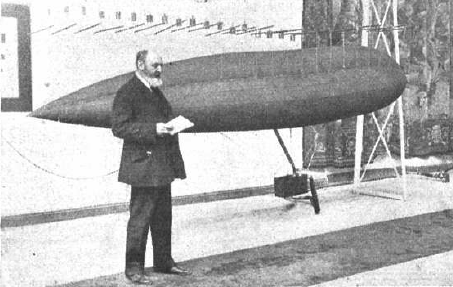
Torres junto a un modelo de su dirigible, en 1913.

A raíz de este hecho empieza la colaboración entre Torres Quevedo y la empresa francesa Société Astra, que llegó a comprarle la patente con una cesión de derechos extendida a todos los países, excepto a España, para posibilitar la construcción del dirigible en el país. Así, en 1911, se inicia la fabricación de los dirigibles conocidos como Astra-Torres. El diseño distintivo de tres lóbulos fue ampliamente utilizado por la marina y el ejército francés y la armada británica durante I Guerra Mundial, en muy diversas tareas, fundamentalmente de protección e inspección naval. Su éxito durante la guerra incluso llamó la atención de la Armada Imperial Japonesa, quienes adquirieron un modelo en 1922.
En 1919, Torres Quevedo diseñó, a partir de una propuesta del ingeniero Emilio Herrera Linares, un dirigible trasatlántico, el Hispania, que llegó a alcanzar el estado de patente, con objeto de realizar desde España la primera travesía aérea del Atlántico. Por problemas de financiación el proyecto se fue retrasando y fueron los británicos John William Alcock y Arthur Whitten Brown los que atravesaron el Atlántico sin escalas desde Terranova hasta Irlanda en un bimotor biplano Vickers Vimy en 16 horas y 13 minutos.
Las aeronaves diseñadas por Torres Quevedo continuaron fabricándose después de que caducara la patente en 1922 y en el presente todavía se construyen dirigibles con algunas ideas heredadas de su sistema trilobular.

### Transbordadores

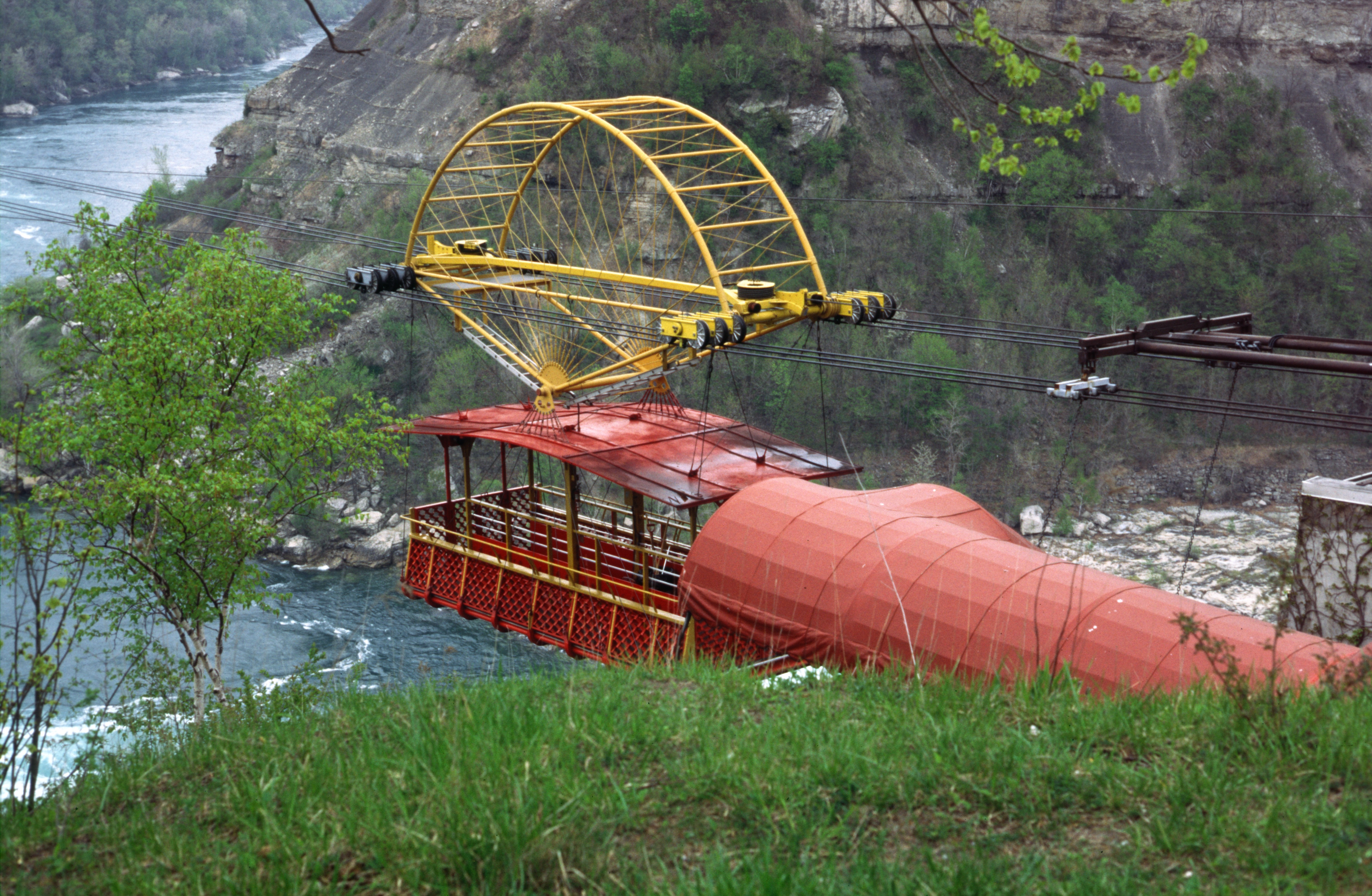
El Spanish Aerocar, que atraviesa las Cataratas del Niágara. Concebido por Torres Quevedo, se inauguró en 1916 y aún hoy en día presta servicio.

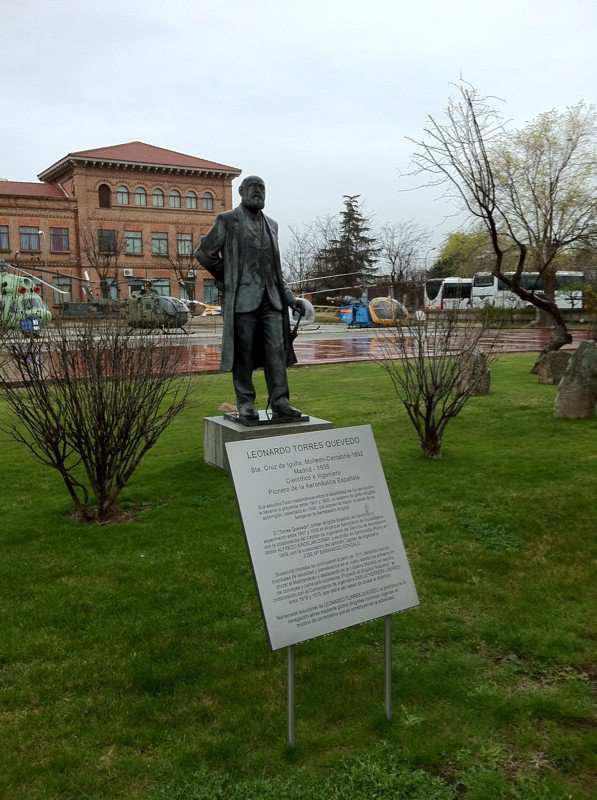
Estatua a Torres Quevedo, en el Museo de Aeronáutica y Astronáutica de España (2010).

La experimentación de Torres Quevedo en el área de transbordadores, funiculares o teleféricos comenzó muy pronto durante su residencia en su pueblo natal, Molledo. Allí, en 1887, construyó en su casa el primer transbordador, al que llamó "transbordador de Portolín", para salvar un desnivel de unos 40 metros: de unos 200 metros de longitud y tracción animal, una pareja de vacas y una silla a modo de barquilla. Este experimento fue la base para la solicitud de su primera patente, que solicitaría ese mismo año, el 17 de septiembre: un funicular aéreo de múltiples cables, con el que lograba un coeficiente de seguridad apto para el transporte de personas y no solo de cosas. Posteriormente construyó el denominado transbordador del río León, de mayor envergadura, ya con motor, pero que siguió siendo utilizado exclusivamente para transporte de materiales, no de personas.
Entre 1887 y 1889, solicitó el privilegio de la patente en otros países como Alemania, Francia, Reino Unido o Suiza. En 1890 presentó su transbordador en Suiza, país muy interesado en ese transporte debido a su orografía y que ya venía utilizando funiculares para el transporte de bultos, pero su proyecto fue rechazado, permitiéndose la prensa suiza ciertos comentarios irónicos. Este fue el primer estudio que se realizó para la construcción de un teleférico de montaña en el mundo, en la línea Klimsenhorn-Pilatus Kulm. Tras dicho fracaso, decidió dedicarse a las máquinas algebraicas y en 1903 retomó sus proyectos, ya que el 15 de febrero de 1904 caducaba la patente. Preparó varios proyectos en San Sebastián y Zaragoza, y en 1907 construyó el primer transbordador apto para el transporte público de personas, en el Monte Ulía en San Sebastián. El problema de la seguridad se había solucionado mediante un ingenioso sistema múltiple de cables-soporte, liberando los anclajes de un extremo que sustituye por contrapesos. El diseño resultante era de gran robustez y resistía perfectamente la ruptura de uno de los cables de soporte. La ejecución del proyecto corrió a cargo de la Sociedad de Estudios y Obras de Ingeniería de Bilbao. A partir de entonces, otros teleféricos empezaron a construirse en Chamonix, Bolzano, Grindelwald, Río de Janeiro y otros lugares.
Pero es sin duda el Spanish Aerocar en las cataratas del Niágara, en Canadá, el que le ha dado la mayor fama en esta área de actividad, aunque desde un punto de vista científico no sea la más importante. El transbordador de 550 metros de luz es un funicular aéreo casi horizontal (la diferencia de cota entre los dos extremos es de un metro) que une dos puntos diferentes de la orilla canadiense en un recodo del río Niágara conocido como El Remolino (The Whirpool). Se desplaza a unos 7.2 km/h (120m/min). La carga por cable vía es de nueve toneladas, con un coeficiente de seguridad de los cables de 4.6. Se construyó entre 1914 y 1916 , siendo un proyecto español de principio a final: ideado por un español, construido por una empresa española con capital español (The Niagara Spanish Aerocar Co. Limited); una placa de bronce, situada sobre un monolito a la entrada de la estación de acceso, recuerda este hecho: «Transbordador aéreo español del Niágara. Leonardo Torres Quevedo (1852–1936)». Se inauguró en pruebas el 15 de febrero de 1916 y se inauguró oficialmente el 8 de agosto de 1916, abriéndose al público al día siguiente; el transbordador, con pequeñas modificaciones, sigue en activo hoy día, sin ningún accidente digno de mención en un siglo de servicio, constituyendo un atractivo turístico y cinematográfico de gran popularidad.

### Radiocontrol: elTelekino
En 1903, Torres Quevedo presentó el Telekino en la Academia de Ciencias de París, acompañado de una memoria y haciendo una demostración experimental. En ese mismo año obtuvo la patente en Francia, España, Gran Bretaña y Estados Unidos.[cita requerida]

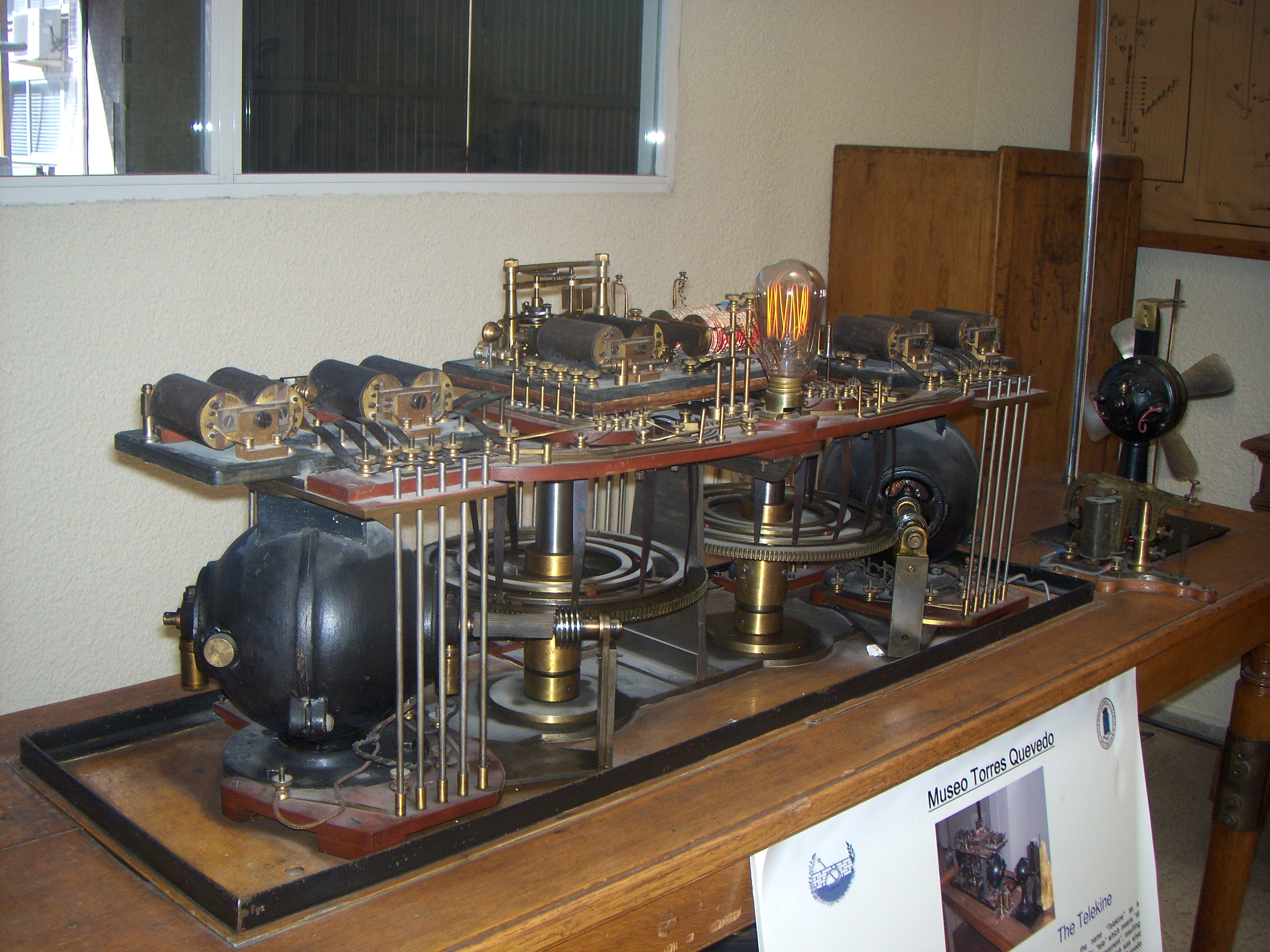
Telekino receptor

El telekino consistía en un autómata que ejecutaba órdenes transmitidas mediante ondas hertzianas. Con el telekino, Torres Quevedo estableció los principios operacionales del moderno sistema de control remoto inalámbrico y fue un pionero en el campo del mando a distancia.
En marzo de 1905 ensayó las primeras pruebas del telekino, manejando el primer vehículo terrestre del mundo en el frontón Beti Jai de Madrid.
En 7 de noviembre de 1906, en presencia de Alfonso XIII y ante una gran multitud, demostró con éxito el invento en el puerto de Bilbao al guiar un bote desde la orilla; más tarde intentaría aplicar el telekino a proyectiles y torpedos, pero tuvo que abandonar el proyecto por falta de financiación.
En el año 2006, el telekino fue reconocido por la IEEE como «milestone», un ‘hito’ para la historia de la ingeniería a escala mundial.

### Máquinas analógicas de cálculo

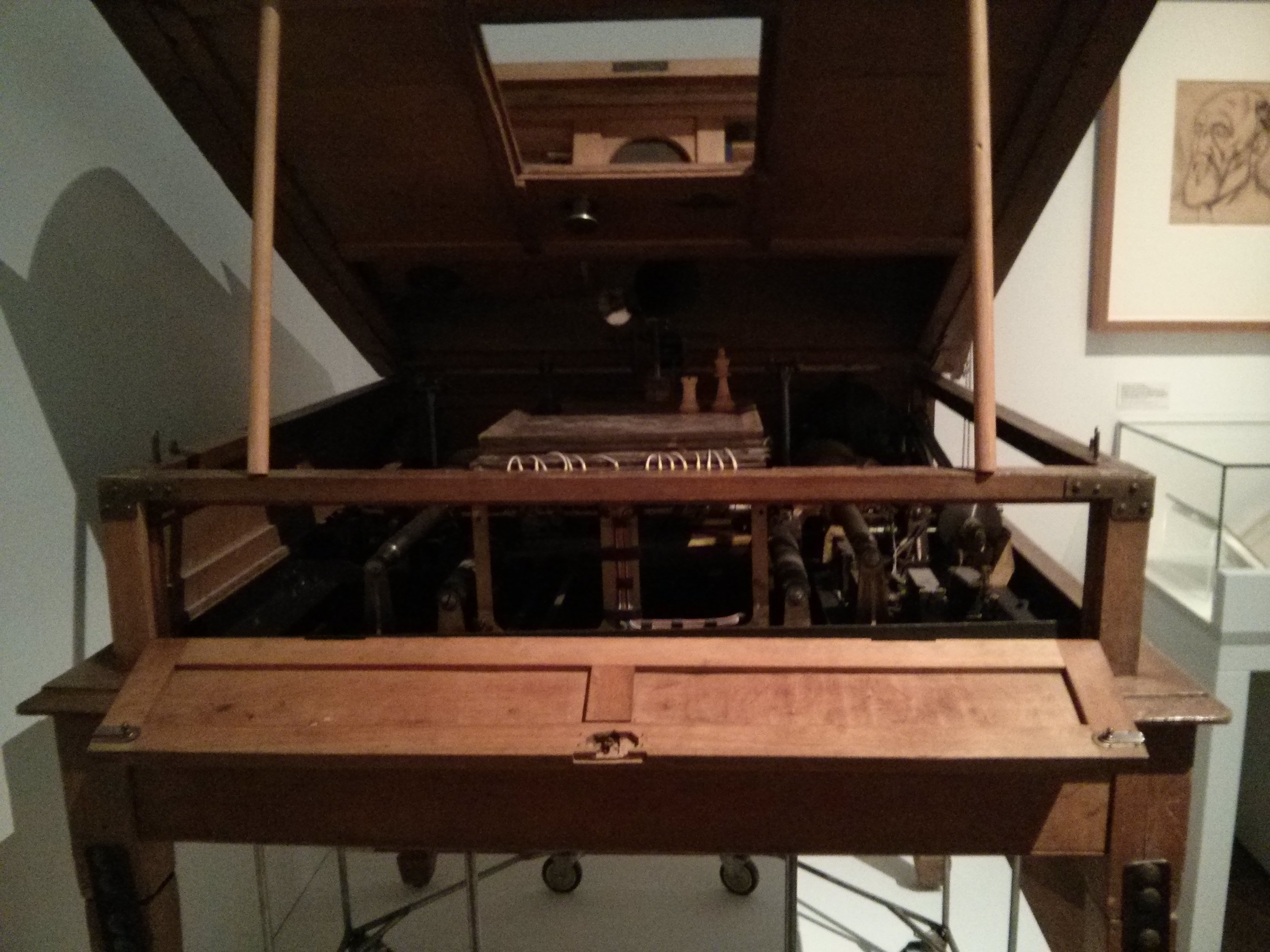
Vista frontal de El Ajedrecista

Las máquinas analógicas de cálculo buscan la solución de ecuaciones matemáticas mediante su traslado a fenómenos físicos. Los números se representan por magnitudes físicas, que pueden ser rotaciones de determinados ejes, potenciales, estados eléctricos o electromagnéticos, etcétera.
Un proceso matemático se transforma, en estas máquinas, en un proceso operativo de ciertas magnitudes físicas que conduce a un resultado físico que se corresponde con la solución matemática buscada. El problema matemático se resuelve pues mediante un modelo físico del mismo. Desde mediados del siglo XIX se conocían diversos artilugios de índole mecánica, como integradores, multiplicadores, etcétera, por no hablar de la máquina analítica de Charles Babbage; en esta tradición se enmarca la obra de Torres Quevedo en esta materia, que se inicia en 1893 con la presentación en la Academia de Ciencias Exactas, Físicas y Naturales de la Memoria sobre las máquinas algebraicas. En su tiempo, esto fue considerado como un suceso extraordinario en el curso de la producción científica española.
En 1895, presenta la Memoria Sur les machines algébraiques en un Congreso en Burdeos de la Asociation pour l’Avancement des Sciences. Posteriormente, en 1900, presentará la Memoria Machines á calculer, en la Academia de Ciencias de Francia. En ellas, examina las analogías matemáticas y físicas que son base del cálculo analógico o de cantidades continuas, y cómo establecer mecánicamente las relaciones entre ellas, expresadas en fórmulas matemáticas. Su estudio incluye variables complejas, y utiliza la escala logarítmica. Desde el punto de vista práctico, muestra que es preciso emplear mecanismos sin fin, tales como discos giratorios, para que las variaciones de las variables sean ilimitadas en ambos sentidos.
En el terreno práctico, Torres Quevedo construyó toda una serie de máquinas analógicas de cálculo, todas ellas de tipo mecánico. Una de ellas es El Ajedrecista, presentado en la Feria de París de 1914 y considerado el primer juego de ordenador de la historia. En estas máquinas existen ciertos elementos, denominados aritmóforos, que están constituidos por un móvil y un índice que permite leer la cantidad representada para cada posición del mismo. El móvil es un disco o un tambor graduado que gira en torno a su eje. Los desplazamientos angulares son proporcionales a los logaritmos de las magnitudes a representar.

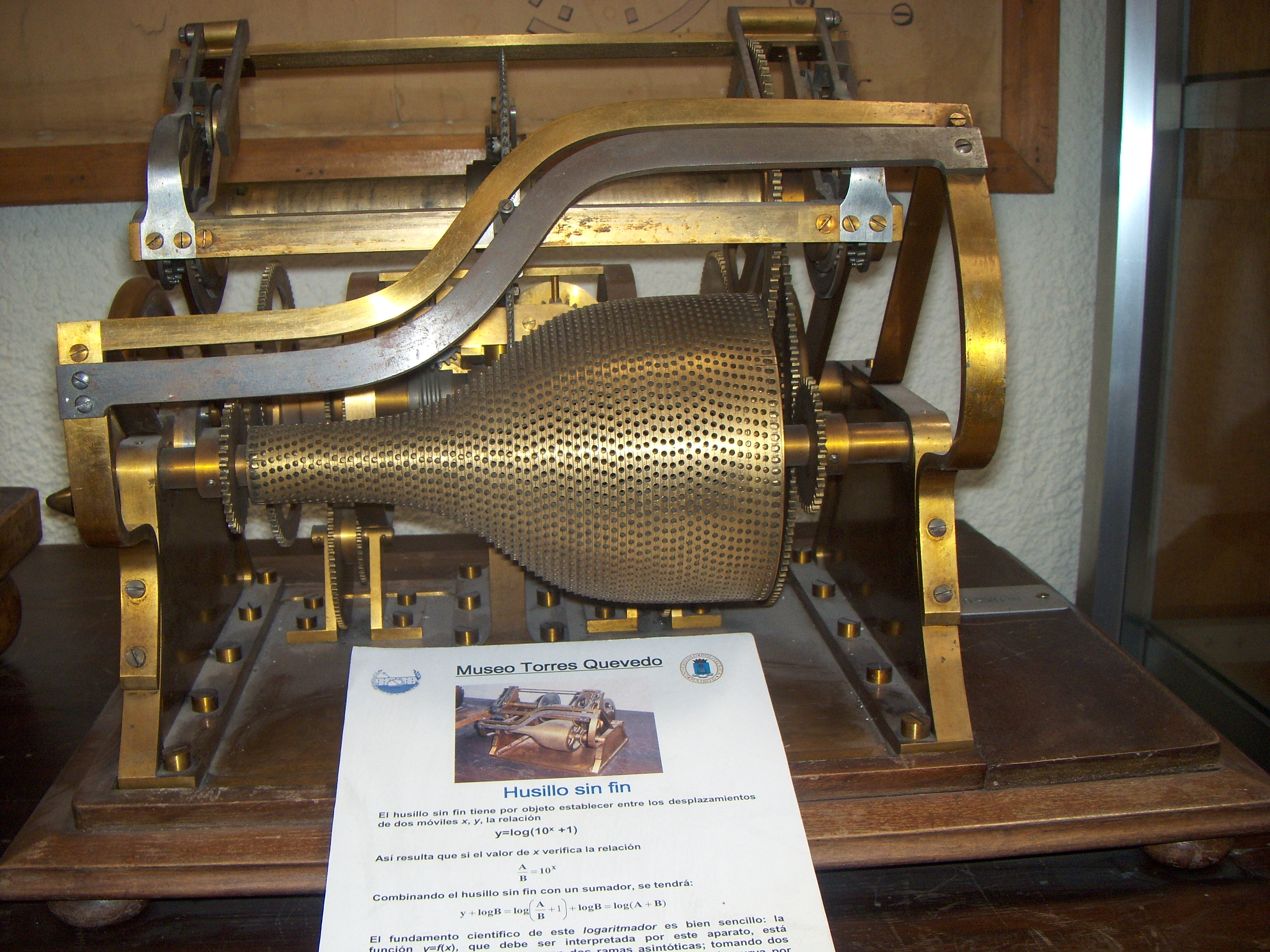
Husillo sin fin

Utilizando una diversidad de elementos de este tipo, pone a punto una máquina para resolver ecuaciones algebraicas: resolución de una ecuación de ocho términos, obteniendo sus raíces, incluso las complejas, con una precisión de milésimas. Un componente de dicha máquina era el denominado «husillo sin fin», de gran complejidad mecánica, que permitía expresar mecánicamente la relación {\displaystyle y=log(10^{x}+1)}, con el objetivo de obtener el logaritmo de una suma como suma de logaritmos. Como se trataba de una máquina analógica, la variable puede recorrer cualquier valor (no solo valores discretos prefijados). Ante una ecuación polinómica, al girar todas las ruedas representativas de la incógnita, el resultado final va dando los valores de la suma de los términos variables, cuando esta suma coincida con el valor del segundo miembro, la rueda de la incógnita marca una raíz.
Con propósitos de demostración, Torres Quevedo también construyó una máquina para resolver una ecuación de segundo grado con coeficientes complejos, y un integrador. En la actualidad, la máquina Torres Quevedo se conserva en el museo de la Escuela Técnica Superior de Ingenieros de Caminos, Canales y Puertos  de la Universidad Politécnica de Madrid.

### Un nuevo enfoque: las máquinas electromecánicas de cálculo

#### Una nueva teoría, la automática
En sus Ensayos sobre automática publicados por primera vez en 1914, Torres Quevedo formula lo que será en adelante una nueva rama de la ingeniería, la automática.

Se encuentran en las descripciones de máquinas ejemplos muy numerosos de estas intervenciones bruscas; pero es evidente que el estudio de esta forma de la automatización no pertenece a la cinemática. Así es que nunca se ha estudiado sistemáticamente, que yo sepa.
Esa deficiencia debería corregirse agregando a la teoría de las máquinas una sección especial, la automática, que examinara los procedimientos que pueden aplicarse a la construcción de autómatas dotados de una vida de relación más o menos complicada.

Con el desarrollo del Telekino, Torres Quevedo llegó a la conclusión de que con él no solo había fabricado el primer control remoto de la historia, sino que esta máquina, era en sí un autómata, es decir, una máquina que podía funcionar de forma autónoma ejecutando acciones respondiendo a órdenes y en función de ciertas circunstancias de su entorno.

El estudio del telekino, fue el que me encaminó en esta nueva dirección.
El telekino es, en suma, un autómata que ejecuta las órdenes que le son enviadas por medio de la telegrafía sin hilos. Además, para interpretar las órdenes y obrar en cada momento en la forma que se desea, debe tener en consideración varias circunstancias. Su vida de relación es, pues, bastante complicada.

Es esta nueva teoría es la que aplicó en la creación de su Ajedrecista.

#### El aritmómetro electromecánico, la primera calculadora automática moderna
Partiendo de esta conclusión, Torres explotó las posibilidades que le brindaba esta nueva rama de la teoría de las máquinas y la aplicó al desarrollo de máquinas de cálculo. Gracias a ello, pudo salvar las numerosas dificultades que hasta entonces había planteado la creación de estas máquinas por métodos exclusivamente mecánicos, y donde Charles Babbage había fracasado, no por falta de medios o talento, él logró resultados satisfactorios.

Fue necesario el genio mecánico de Babbage para afrontarlo, y, sin embargo, aunque durante largos años de ímprobo trabajo le dedicó por entero su gran inteligencia, aunque gastó a manos llenas en estos estudios su dinero y el de su país, no obtuvo ningún resultado satisfactorio.
[...]
Pero a pesar de sus grandes méritos, indiscutibles e indiscutidos; a pesar de su inteligencia, su entusiasmo y su constancia, fracasó. Sus dibujos y sus modelos se conservan en el museo de Kensington; pero es de temer que jamás sean útiles para nadie.

En estos Ensayos sobre automática, Torres desarrolla la teoría de lo que posteriormente será su aritmómetro: una máquina electromecánica capaz de realizar cálculos de forma autónoma con un dispositivo de entrada de comandos (una máquina de escribir), una unidad de procesamiento y registros de valores (un sistema de listones, poleas, agujas, escobillas, electroimanes y conmutadores), y un dispositivo de salida (de nuevo una máquina de escribir). Es en definitiva lo que «debería consagrar internacionalmente a nuestro ingeniero como el inventor del primer ordenador en el sentido actual de la historia».
Ya en este texto, Torres Quevedo describe no solo la idea de una máquina de funcionamiento secuencial para realizar los cálculos, sino la aritmética en coma flotante, gracias a la cual se pueden manejar en los cálculos números muy grandes, en lo que constituye la primera aparición de la idea de la aritmética en coma flotante de la historia.

#### El enfoque filosófico: ¿pueden las máquinas desempeñar tareas propias de los humanos?

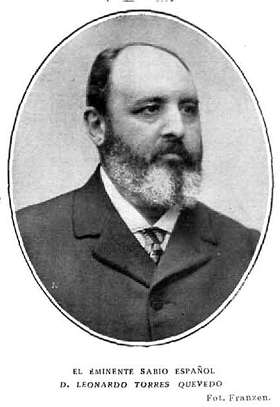
Retrato de Leonardo Torres Quevedo, realizado por Franzen, en la revista La Ilustración Española y Americana del 15 de marzo de 1916.

Con la obra mencionada, Leonardo Torres Quevedo sienta las bases de lo que más adelante se daría en llamar inteligencia artificial y describe cómo las máquinas pueden ser construidas para desempeñar más tareas que únicamente aquellas para las que no es necesario 'pensar'.

[...] se cree que [...] las operaciones que exigen la intervención de las facultades mentales nunca se podrán ejecutar mecánicamente.
[...]
Intentaré demostrar en esta nota -desde un punto de vista puramente teórico- que siempre es posible construir un autómata cuyos actos, todos, dependan de ciertas circunstancias más o menos numerosas, obedeciendo a reglas que se pueden imponer arbitrariamente en el
momento de la construcción.
Evidentemente, estas reglas deberán ser tales que basten para determinar en cualquier momento, sin ninguna incertidumbre, la conducta del autómata.

En una entrevista a Torres Quevedo realizada por la revista Scientific American en 1915, Torres Quevedo afirma que al menos en teoría casi todas las operaciones de una vasta gama podrían ser realizadas por una máquina, incluso aquellas de las que se supone que precisan la intervención de una considerable capacidad intelectual.
El texto de Ensayos sobre automática por otra parte se adelanta a la formulación del experimento de la 'habitación china' de John Searle. La afirmación de Descartes de que un autómata jamás sería capaz de mantener un diálogo razonable, nunca mencionada por Alan Turing, es ya discutida por Torres Quevedo al afirmar que:

No hay entre los dos casos la diferencia que veía Descartes. Pensó sin duda que el autómata, para responder razonablemente, tendría necesidad de hacer él mismo un razonamiento, mientras que en este caso, como en todos los otros, sería su constructor quien pensara por él de antemano.
Creo haber mostrado, con todo lo que precede, que se puede concebir fácilmente para un autómata la posibilidad teórica de determinar su acción en un momento dado, pesando todas las circunstancias que debe tomar en consideración para realizar el trabajo que se le ha encomendado.

Con todo ello, Torres Quevedo se adelanta varias décadas a los teóricos de las Ciencias de la Computación del siglo XX como Alan Turing o Konrad Zuse entre otros.

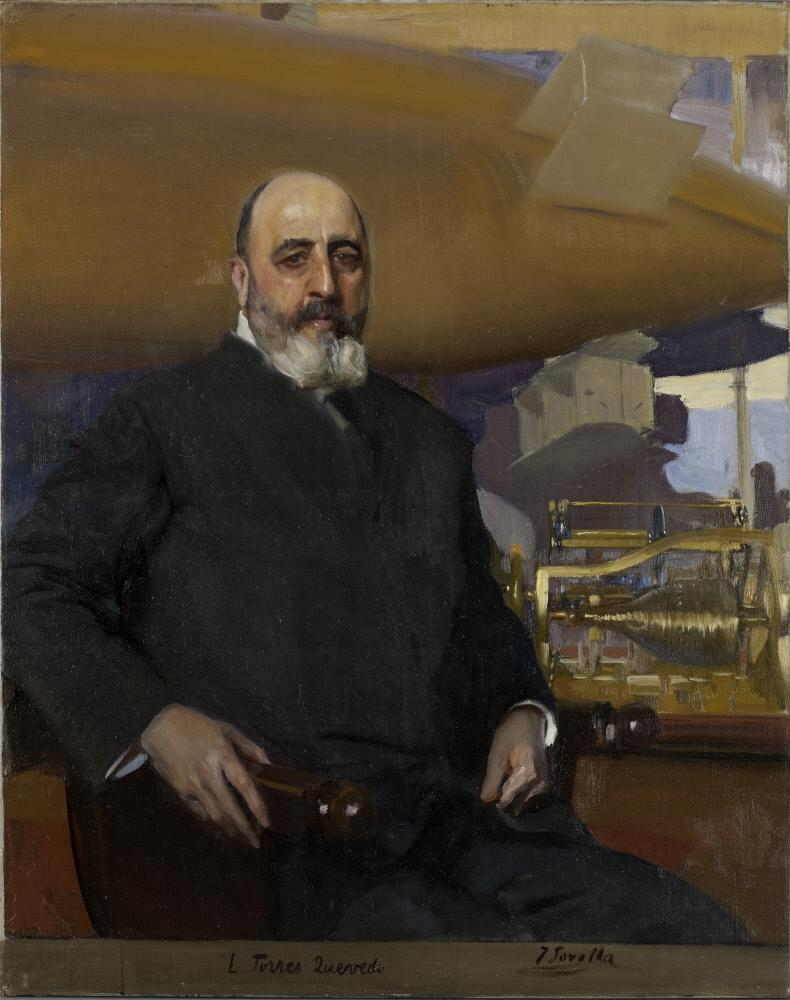
Leonardo Torres Quevedo (1917), por Joaquín Sorolla, en la Hispanic Society of America, Nueva York.

### Inventos pedagógicos
En los últimos años de su vida Torres Quevedo dirigió su atención al campo de la pedagogía, a investigar aquellos elementos o máquinas que podrían ayudar a los educadores en su tarea. Patentes sobre las máquinas de escribir (patentes n.º 80121, 82369, 86155 y 87428), paginación marginal de los manuales (patentes n.º 99176 y 99177) y las del puntero proyectable (patente n.º 116770)
y el proyector didáctico (patente n.º 117853).
El puntero proyectable, también conocido como puntero láser se basa en la sombra producida por un cuerpo opaco que se mueve cerca de la placa proyectada, esta sombra es la que utilizaría como puntero. Para ello diseñó un sistema articulado que permitía desplazar, a voluntad del ponente, un punto o puntos al lado de la placa de proyección, lo que permitía señalar las zonas de interés en la transparencia. Torres Quevedo expresa así la necesidad de este invento: «Bien conocidas son las dificultades con las que tropieza un profesor para ilustrar su discurso, valiéndose de proyecciones luminosas. Necesita colocarse frente a la pantalla cuidando de no ocultar la figura proyectada para llamar la atención de sus alumnos sobre los detalles que más les interesan y enseñárselos con un puntero».
También construyó un proyector didáctico que mejoraba la forma en la que las diapositivas se colocaban sobre las placas de vidrio para proyectarlas.

### Principales patentes
| Título de la patente | número de patente | Fecha      |
| --- | ----------------- | ---------- |
| Un procedimiento mecánico de señales para orientarse en las poblaciones, que denominó Indicadores Coordenados.                       | 27042             | 06-02-1901 |
| Un sistema de camino funicular aéreo de alambres múltiples.                                                                          | 7348              | 17/09/1887 |
| Un sistema denominado "Telekine" para gobernar a distancia un movimiento mecánico.                                                   | 31918             | 10/06/1903 |
| Un sistema denominado "Telekine" para gobernar a distancia un movimiento mecánico.                                                   | 33041             | 21/12/1903 |
| Un nuevo sistema de globos fusiformes.                                                                                               | 38692             | 11/07/1906 |
| Un nuevo procedimiento destinado a copiar sin necesidad de acudir a la taquigrafía un discurso cualquiera a medida que se pronuncia. | 39798             | 03/01/1907 |
| Un nuevo sistema de globos fusiformes.                                                                                               | 44956             | 20/02/1909 |
| Un nuevo tipo de buque denominado "buque-campamento".                                                                                | 56139             | 31/07/1913 |
| Globos fusiformes deformables. | 57622             | 02/03/1914 |
| Enganche y freno automáticos para transbordadores aéreos.                                                                            | 59627             | 22/01/1915 |
| Un proyector didáctico. | 117853            | 25/04/1930 |
| Puntero proyectable. | 116770            | 06/02/1930 |
| Un nuevo procedimiento de paginación marginal de libros.                                                                             | 99176             | 16/08/1926 |
| Una máquina especialmente construida para disponer la paginación marginal de toda clase de libros.                                   | 99177             | 16/08/1926 |
| Un perfeccionamiento de las máquinas de escribir.                                                                                    | 87428             | 22/11/1923 |
| Perfeccionamientos en las máquinas de escribir.                                                                                      | 86155             | 13/07/1923 |
| Perfeccionamientos en las máquinas de escribir.                                                                                      | 82369             | 26/07/1922 |
| Perfeccionamientos en las máquinas de escribir.                                                                                      | 80121             | 02/12/1921 |

## Premios
- Gran Cruz de la Orden de Carlos III[65]
- Gran Cruz de la Orden Civil de Alfonso XII[66]
- Medalla Echegaray[67]
- Comendador de la Legión de Honor
- Banda de la orden de la República
- Doctor honoris causa por la Universidad de París[68]
- Medalla Echegaray[67]

## Reconocimientos
- En La Serna (Arenas de Iguña) se encuentra ubicado el museo El Valle de los Inventos donde se muestra la exposición permanente sobre Torres Quevedo. A partir de 27 paneles y maqueta se hace un recorrido por sus numerosos inventos.[69]
- Un instituto del Consejo Superior de Investigaciones Científicas lleva su nombre: el Instituto de Tecnologías Físicas y de la Información Leonado Torres Quevedo (ITIFI).[70]
- Una plaza en Bilbao, en la que se encuentra la Escuela de Ingeniería de Bilbao.
- Un instituto de educación secundaria en Santander lleva su nombre: I. E. S. Leonardo Torres Quevedo.
- Tiene dedicados nombres de calle en Alcalá de Henares, Don Benito, Palencia, Santander, Torrelavega y Zaragoza.